# Palazzo Migliorini
Palazzo Migliorini è un edificio civile del centro storico di Firenze, situato in Via Antonio Magliabechi 3-5-7, angolo borgo Santa Croce.

## Storia e descrizione
L'esteso edificio si presenta su via Antonio Magliabechi nelle forme assunte a seguito della riduzione di una antica ed ugualmente ampia fabbrica, in concomitanza con l'apertura della strada e questo in stretta connessione con il cantiere per la realizzazione dell'antistante Biblioteca Nazionale Centrale. 
Il taglio dell'esistente giustifica la particolare conformazione della facciata che si presenta con al centro una rientranza da interpretare come risultante dalla sezione di una precedente corte interna. Si viene così a determinare un fronte di quattro piani con tre assi sulla sinistra, sette assi che seguono i tre lati della rientranza, ulteriori quattro assi che precedono uno smusso di un asse a guardare verso la chiesa di Santa Croce e a introdurre alla porzione del complesso che prosegue lungo borgo La Croce, dove ingloba un sobrio palazzetto con un ampio passo carraio ad arco ribassato, presumibilmente seicentesco, segnato dal numero 28 rosso e decorato da uno stemma abraso.
In occasione dei lavori di riduzione (che andranno quindi datati tra il secondo e il quarto decennio del Novecento), oltre alla riorganizzazione degli spazi interni e quindi delle finestre, le facciate furono uniformate e ingentilite con motivi geometrici a graffito, secondo disegni e motivi che denotano un legame evidente con la tradizione fiorentina ottocentesca e che quindi consentono all'edificio di bene inserirsi nella scena urbana. Tutto il complesso è stato oggetto di un complesso cantiere di restauro (con rifacimento dei graffiti sulle tracce dei preesistenti) chiuso nel 2016, con conseguente destinazione di buona parte dei locali ad ospitare strutture ricettive (Residenza Magliabechi e altri B&B).

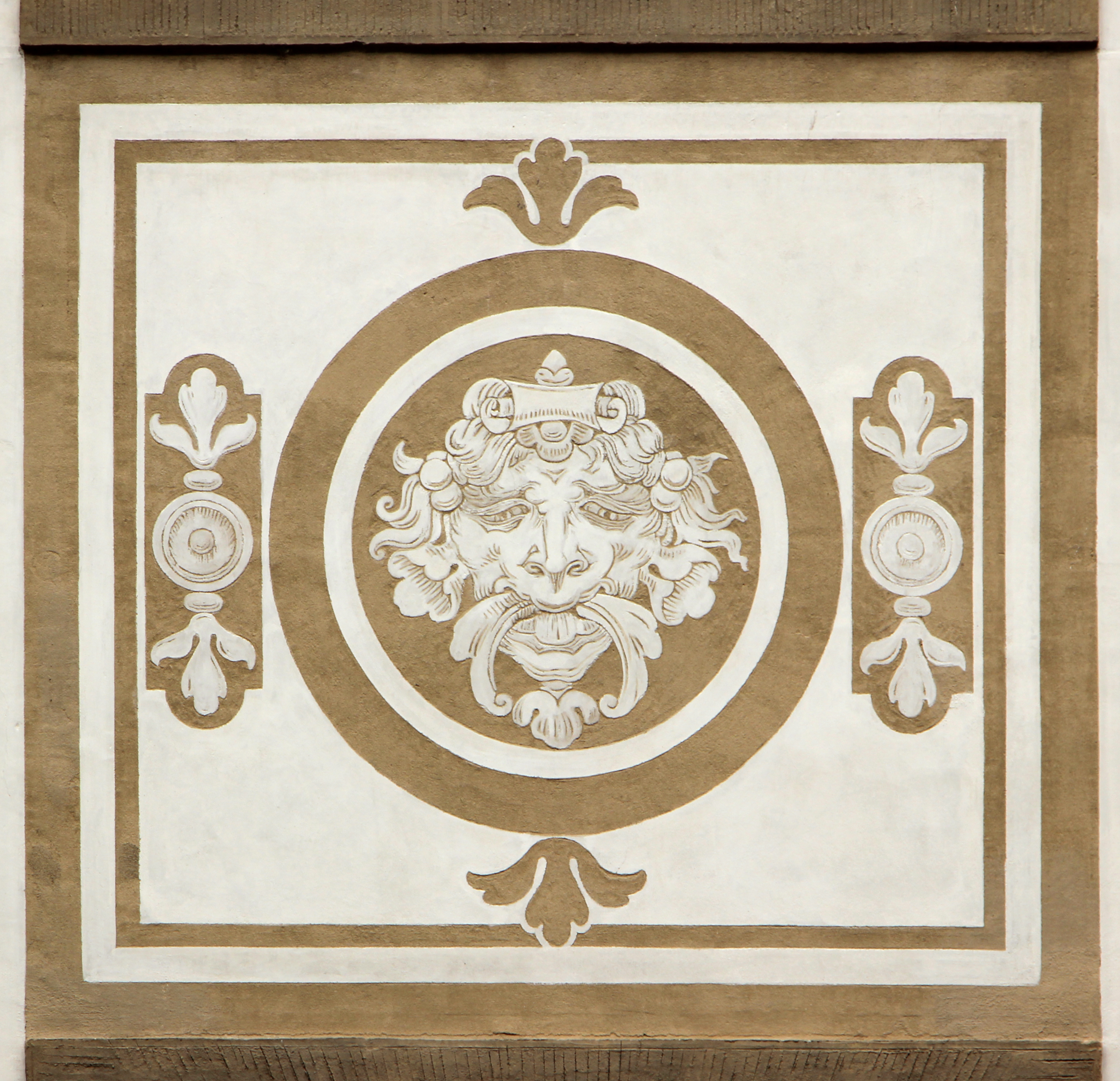
Graffiti con mascherone
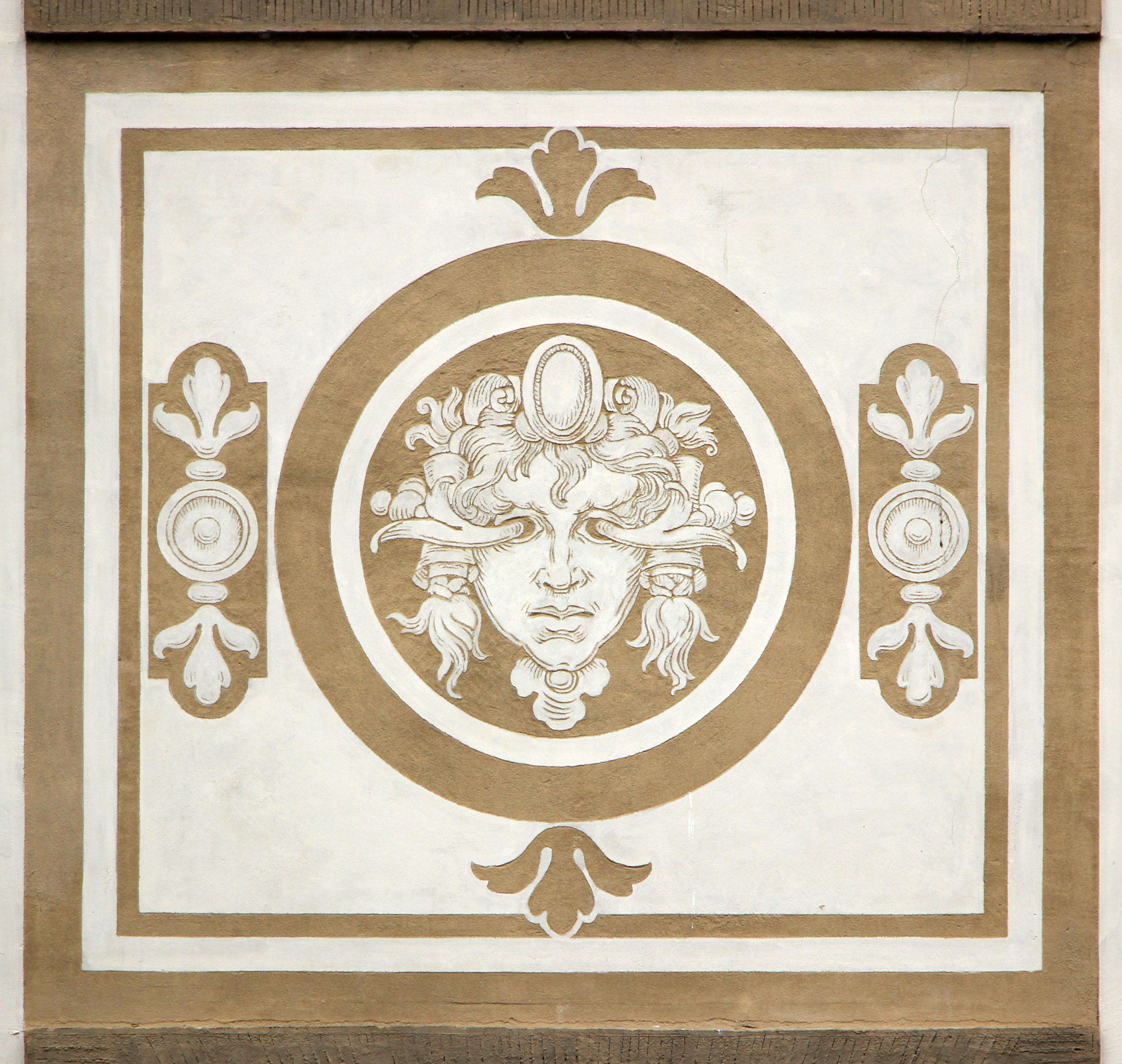
Graffiti con mascherone
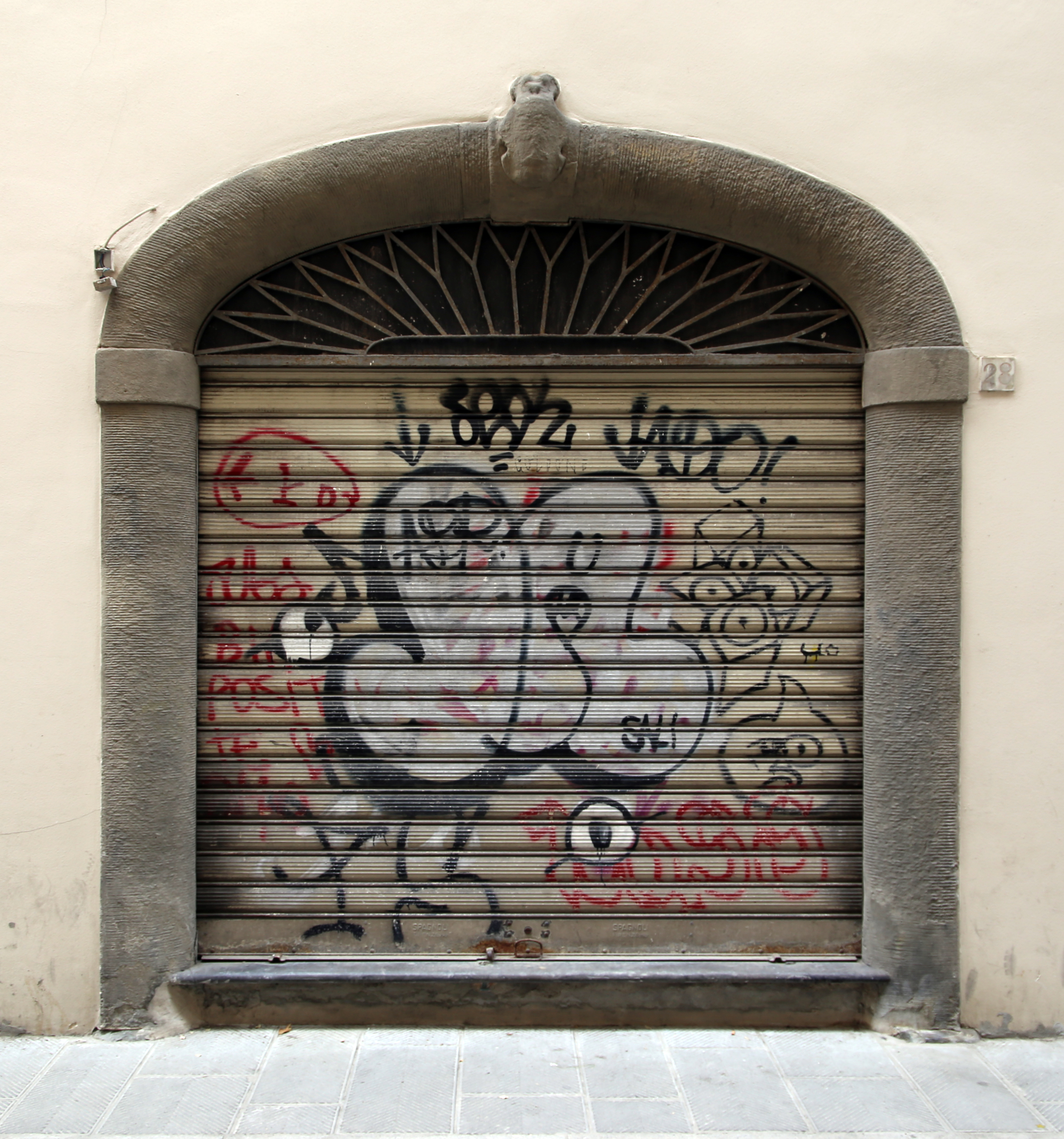
Porta carraia su Borgo Santa Croce